# Gracilomyia
Gracilomyia – wymarły rodzaj owadów z rzędu muchówek. Obejmuje tylko jeden znany gatunek: Gracilomyia wit.
Rodzaj i gatunek typowy zostały opisane w 2016 roku przez Davida Grimaldiego. Opisu dokonano na podstawie inkluzji samicy, pochodzącej z cenomanu w kredzie, znalezionej na terenie Mjanmy. Epitet gatunkowy wit jest skrótem od angielskiego what is this? czyli co to jest?. Takson umieszczono w obrębie muchówek krótkoczułkich, ale ze względu na brak pewności co do budowy przedstopia zrezygnowano z przyporządkowywania go do rodziny.
Muchówka te miała smukłe ciało o długości 7,51 mm oraz smukłe skrzydła długości 4,81 mm. Głowa była prawie kulista, o wypukłej potylica, krótkiej twarzy, dużych oczach złożonych i trzech przyoczkach umieszczonych na planie trójkąta równobocznego na nieco wyniesionym ponad nagie czoło trójkącie przyoczkowym. Czułki były stylikowate, stykające się nasadami, o czteroczłonowych biczykach, przy czym drugi i trzeci człon były małe i krótkie. Aparat gębowy odznaczał się dużym i spłaszczonym bocznie labellum. Szyja była długa. Węższy od odwłoka tułów cechowały: brak większych szczecinek, bardzo duże i kołnierzowate antepronotum oraz dłuższa niż szeroka tarczka. Skrzydło było trzykrotnie dłuższe niż szerokie, pozbawione płata analnego. Użyłkowanie skrzydła odznaczało się: żyłką kostalną o przebiegu otokowym, bardzo długimi żyłkami:  subkostalną, radialną R1 i R2+3, brakiem żyłki poprzecznej subkostalno-radialnej, rozwidloną żyłką radialną R4+5, brakiem trzeciej gałęzi żyłki medialnej, dużą komórką dyskoidalną i otwartą komórką posterokubitalną. Odnóża przedniej pary miały po jednej, a pozostałych po dwie ostrogi na goleniach. Odwłok był dłuższy niż reszta ciała, zaopatrzony w dziewięć widocznych tergitów i dwuczłonowe przysadki odwłokowe.